# Anna Stankus
Anna Stankus  (Chernivtsí, 9 de abril de 1986) es una artista circense ucraniana especializada en la manipulación del hula-hoop a través de la gimnasia rítmica y el contorsionismo.

## Trayectoria
Anna Stankus nació en el oeste de Ucrania, en la ciudad de Chernivtsí, el 9 de abril de 1986. Con cuatro años, comenzó a entrenar en la principal academia de gimnasia rítmica de Ucrania, la Escuela Deriúgina ubicada en Kiev. Durante su estancia, ganó premios nacionales e internacionales en eventos de cinta, maza, pelota, cuerda y aro. Participó en el European Youth Circus en 2008.
Cuando tenía 18 años, inspirada por los videos de los artistas del Cirque du Soleil, comenzó su carrera profesional realizando contorsionismo con manipulación de aros. Se unió al Cirque du Soleil en 2010, actuando en espectáculos como Koozå y Amaluna.  Desde entonces, ha viajado por Japón, China, Dubai, Abu Dhabi, Rusia, Suiza, Alemania, Italia, Montecarlo, Países Bajos, Austria, Filipinas, España, entre otros.
También ha actuado con el Cirque Le Noir, el Cirque Éloize o el Lone Star Circus, en espectáculos populares de Las Vegas, como: V - The Ultimate Variety Show o el premiado Zombie Burlesque, y en otros como: Absinthe o Hephaestus: A Greek Mythology Circus Tale, junto a Nikolas Wallenda.
En 2024 residía en Las Vegas.

## Actuaciones (selección)
- 2008, Absinthe en Nueva York
- 2009, Apollo Variete de Roncalli en Dusseldorf
- 2010, GOP Varieté-Theater en Hannover
- 2011, Rock Hard Festival en Gelsenkirchen, Alemania
- 2011-2012, Cena con espectáculo en el Teatro Alexander Kunz, Saarbrücken, Sarre
- 2013-2014, Koozå del Cirque du Soleil
- 2014, Cirque Éloize en Dubai
- 2014, The Dark Side of Cirque, con el Cirque Le Noir,  en China y Atlantic City
- 2015, Franco Dragone Show, en China
- 2016, Zombie Burlesque y V - The Ultimate Variety Show en Las Vegas
- 2016, The Dark Side of Cirque Tour, con el Cirque Le Noir, en Abu Dhabi, Dubai y Doha
- 2016, World of Wonders en Okada Manila, en Filipinas
- 2017, Amaluna del Cirque du Soleil